# 비트 연산 (x86 명령어)
BT x86 어셈블리어 명령어는 비트 연산 (Bit Test)을 의미하며 80386 프로세서에서 x86 명령어 집합과 함께 추가되었다. BT는 주어진 레지스터에서 캐리 플래그로 비트를 복사한다.

예시: EAX에서 세번째 최하위 비트를 캐리 플래그로 복사한다
```
BT
 
EAX
,
 
2

```

BTS (Bit Test and Set)도 똑같이 동작하지만 레지스터에서 그 비트를 1로 설정하며, BTR (Bit Test and Reset)는 0으로, 그리고 BTC (Bit Test and Complement)는 그것을 반대로 설정한다.